# Xã West Goshen, Quận Chester, Pennsylvania
Xã West Goshen (tiếng Anh: West Goshen Township) là một xã thuộc quận Chester, tiểu bang Pennsylvania, Hoa Kỳ. Năm 2010, dân số của xã này là 21.866 người.